# パンと魚の奇跡の教会
パンと魚の奇跡の教会（パンとさかなのきせきのきょうかい、英語: Church of Multiplication of the Loaves and the Fishes）は、イスラエル・タブハのガリラヤ湖畔にあるカトリックの教会堂である。名称は、イエス・キリストが5つのパンと2匹の魚を分け与えて5000人を満腹にさせたという奇跡に由来するとされている。パンの奇跡の教会ともよばれる。

## 教会の20世紀
1939年よりエルサレムのベネディクト会聖母昇天修道院に付属する女子修道院として運営されてきた。ドイツ人たちは当初、暫定的な保護建築を聖なる岩とビザンチン時代のモザイクの上に建てた。現在の教会は1984年に落成されたもので、5世紀のビザンチンの教会と同一の間取りで建てられた。窓にはアラバスターが嵌め込まれている。

### イスラエル人による放火事件
2015年6月17日、イスラエル人過激派による放火により教会は重大な損傷を被った。教会の壁には、ヘブライ語で「偽物の偶像は破壊されるだろう」というグラフィティがスプレーを使って書かれた。この放火はキリスト教関連史跡に対する一連の右翼イスラエル人過激派による放火攻撃に続いたものだった。イスラエル当局者もこの攻撃に「テロリズム」の烙印を押した。聖地カソリック司教委員会のスポークスパーソンのワディー・アブーナッサルは「保険でカバーできない分の修復については、イスラエル政府が払わないといけない」「この攻撃はテロに等しく、そしてこのようなテロがあったときには国家が補償と加害者の訴追に責任があると私たちは強く思っている」と述べた。
2015年7月末、18歳から24歳のイスラエル人と匿名の未成年1名がイスラエル警察により逮捕され、放火をほのめかした。報道によれば容疑者たちはユダヤ人過激派で極右ナショナリストグループの「山頂の青年」と関係があった。

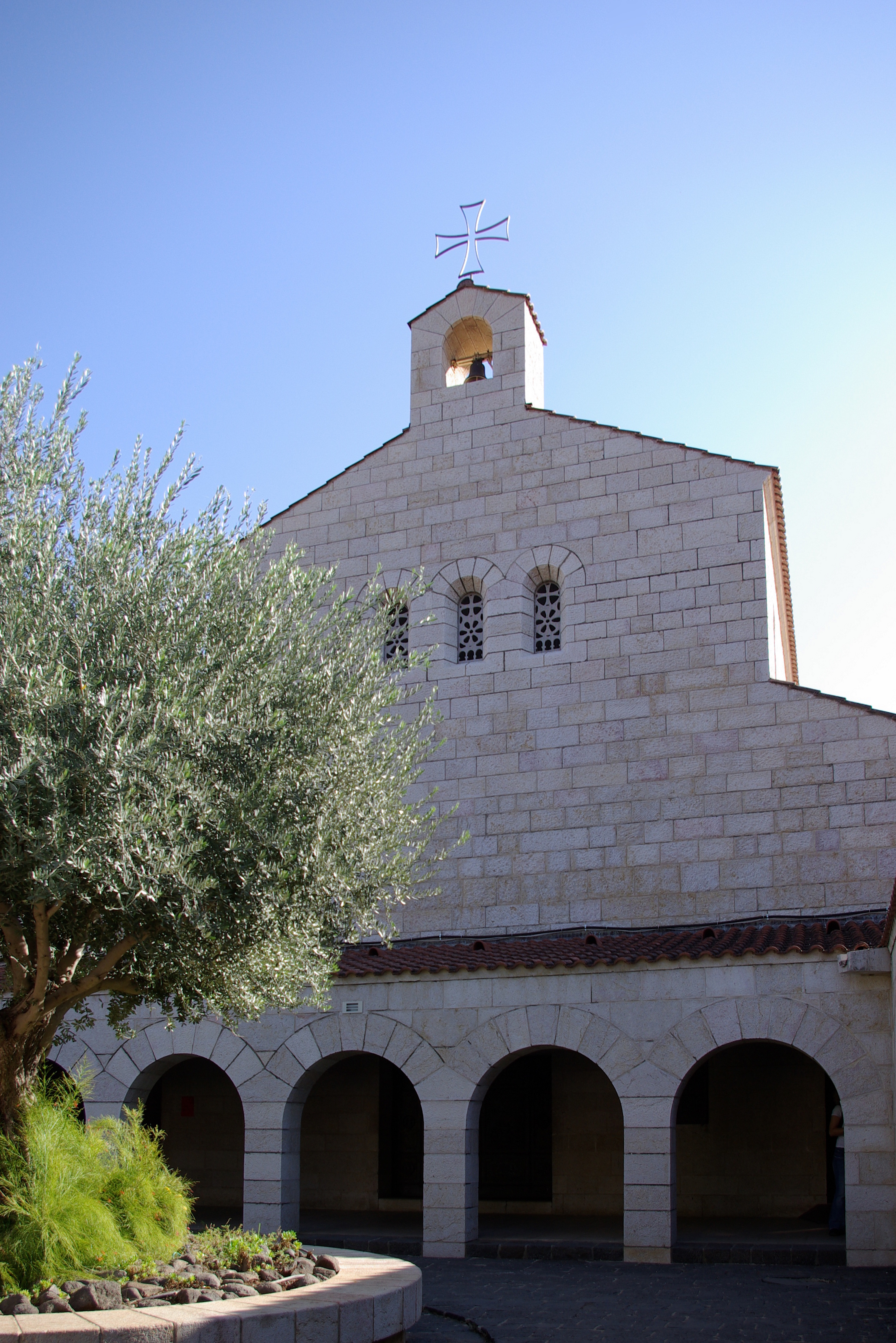
外観
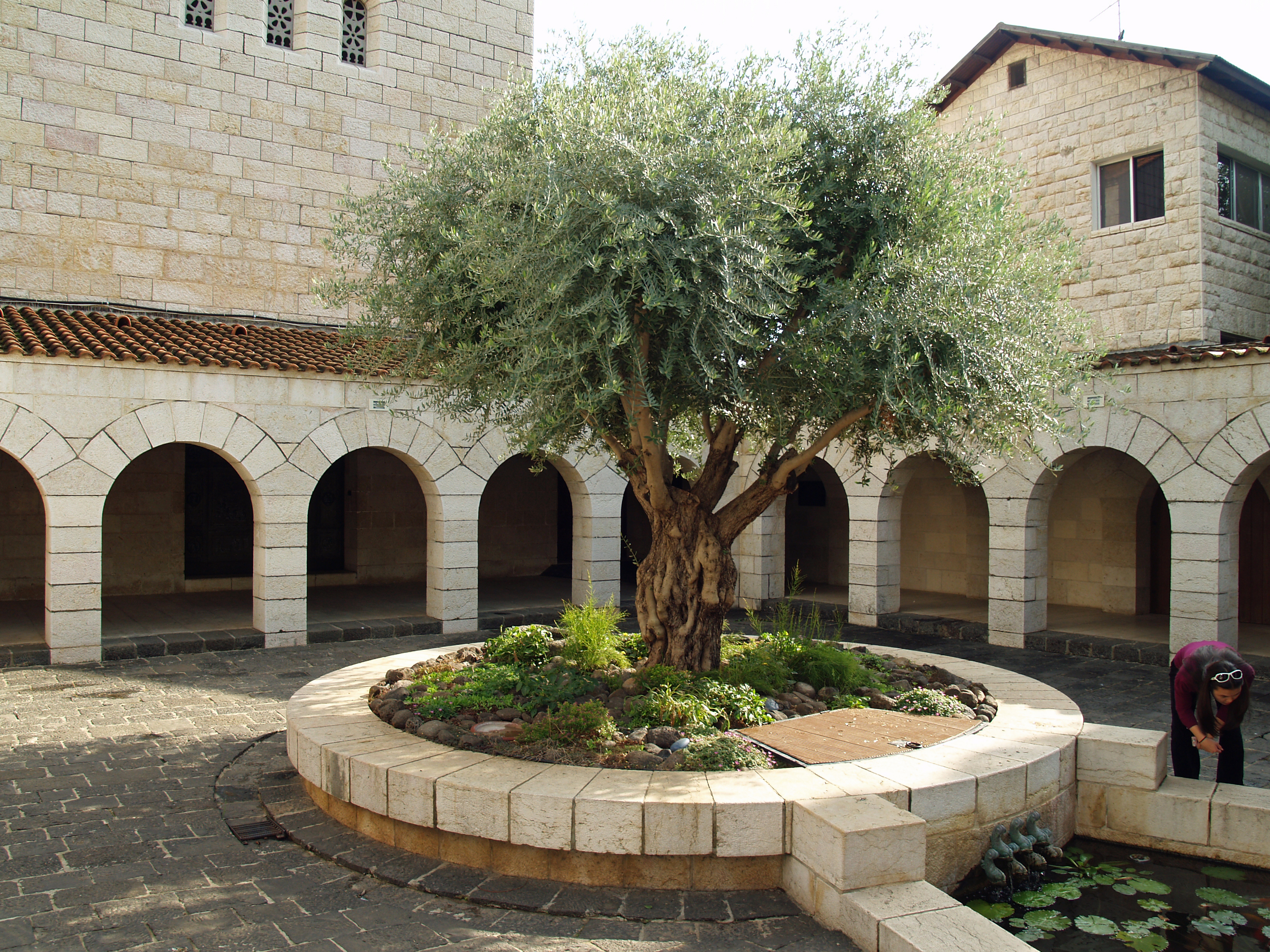
中庭
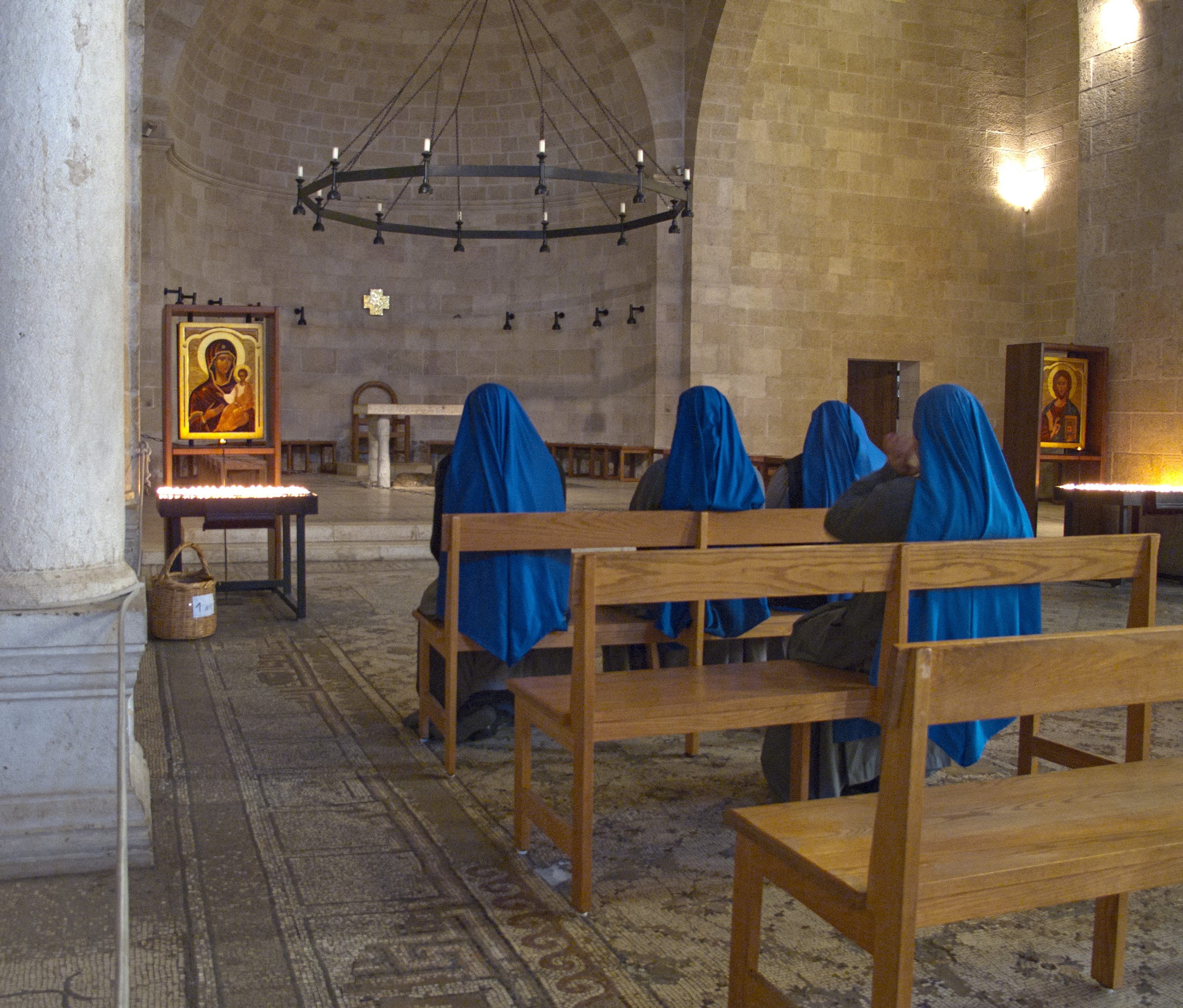
内陣
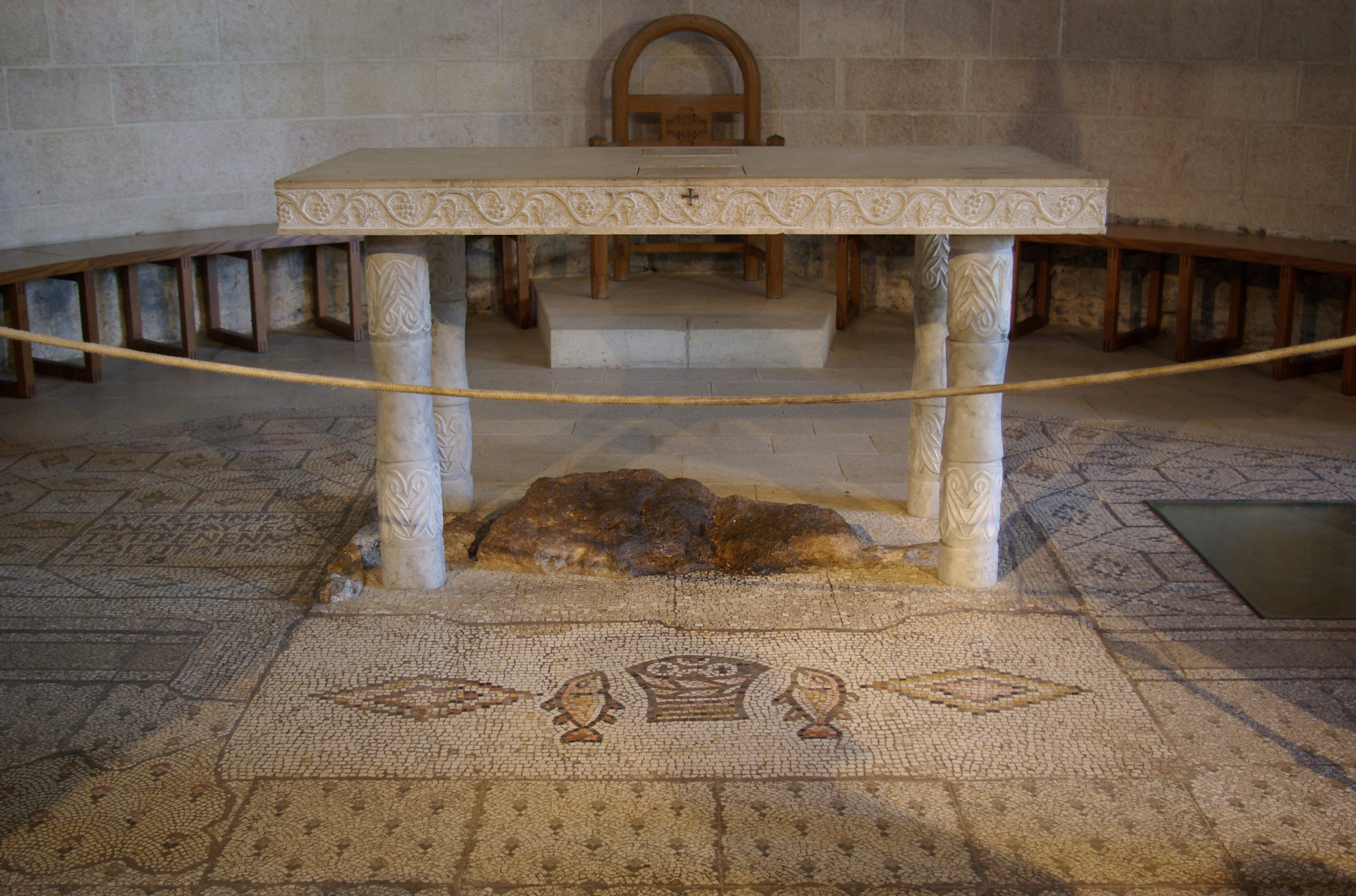
パンと魚の床モザイク1
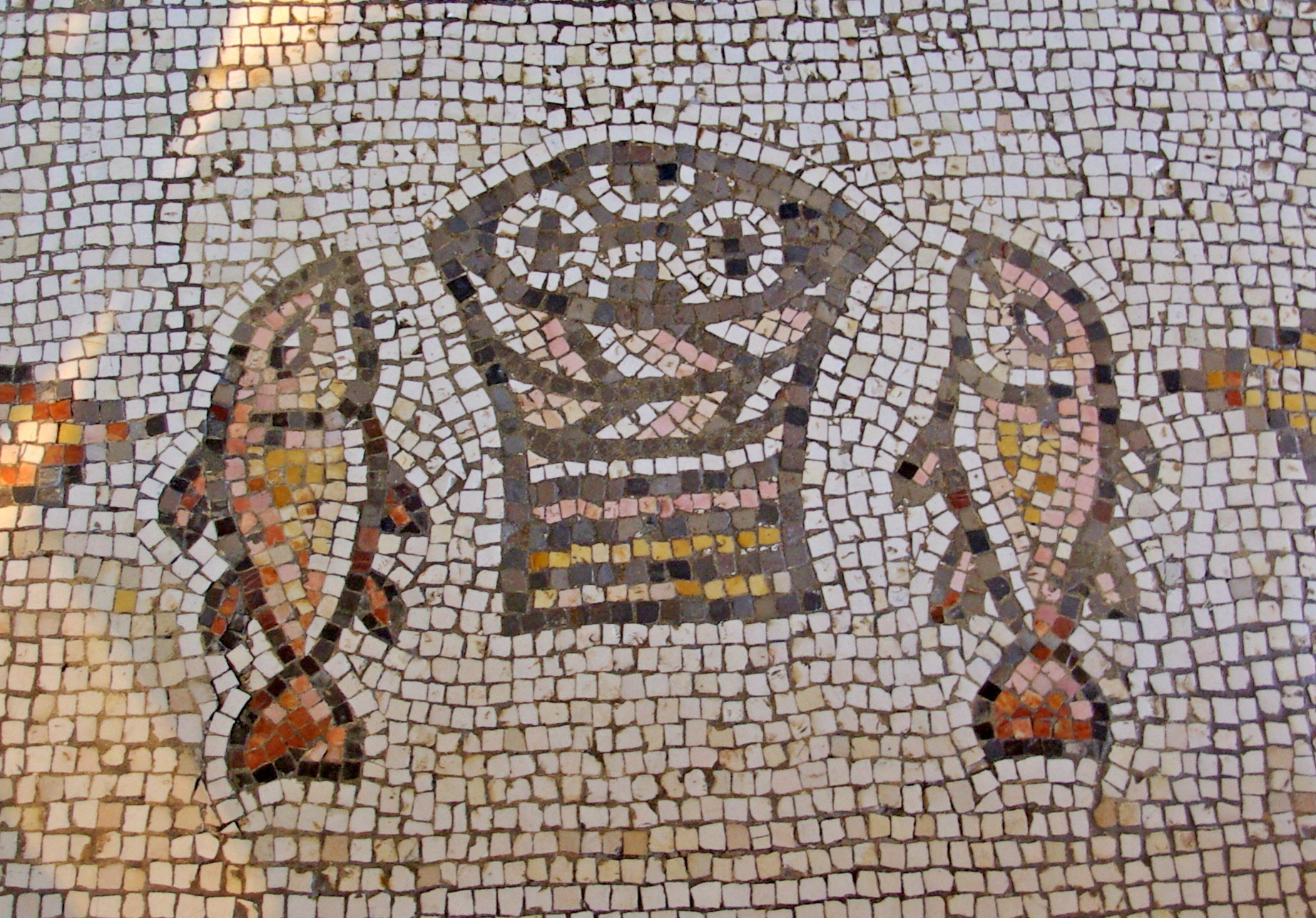
パンと魚の床モザイク2